# Partito Restaurazione Nazionale
Il Partito Restaurazione Nazionale (in spagnolo Partido Restauración Nacional, PRN) è un partito politico conservatore e cristiano evangelico della Costa Rica.
Fondato il 5 febbraio 2005, alle elezioni parlamentari del 2018 risultò il secondo partito del paese con il 18,15% dei consensi, ottenendo 14 seggi. Alle elezioni presidenziali dello stesso anno il suo leader Fabricio Alvarado arrivò al primo posto nel primo turno con il 24,99% dei voti, tuttavia perse il ballottaggio contro Carlos Alvarado ottenendo solo il 39,41%.
Il partito si oppone con fermezza al matrimonio omosessuale, e ha posizioni anti-immigrazioniste.